# Тристаннид пентастронция
Тристаннид пентастронция — бинарное интерметаллическое неорганическое соединение
стронция и олова
с формулой Sr5Sn3,
кристаллы.

## Получение
- Сплавление стехиометрических количеств чистых веществ:

{\displaystyle {\mathsf {5Sr+3Sn\ {\xrightarrow {1205^{o}C}}\ Sr_{5}Sn_{3}}}}

## Физические свойства
Тристаннид пентастронция образует кристаллы
тетрагональной сингонии,
пространственная группа I 4/mcm,
параметры ячейки a = 0,8565нм, c = 1,6261 нм, Z = 4,
структура типа триборида пентахрома Cr5B3
.
Соединение конгруэнтно плавится при температуре 1205°C .